# Iglesia de San Luis de los Franceses (Sevilla)
La iglesia de San Luis de los Franceses constituye un destacado ejemplo de arquitectura barroca del siglo XVIII. Está ubicada en el centro histórico de Sevilla (España). Fue diseñada por el arquitecto Leonardo de Figueroa y construida entre 1699 y 1730 por encargo de la Compañía de Jesús. Tras la expulsión de los jesuitas de España en 1835 tuvo diferentes usos, siendo finalmente desacralizada. En la actualidad pertenece a la Diputación de Sevilla.

## Historia

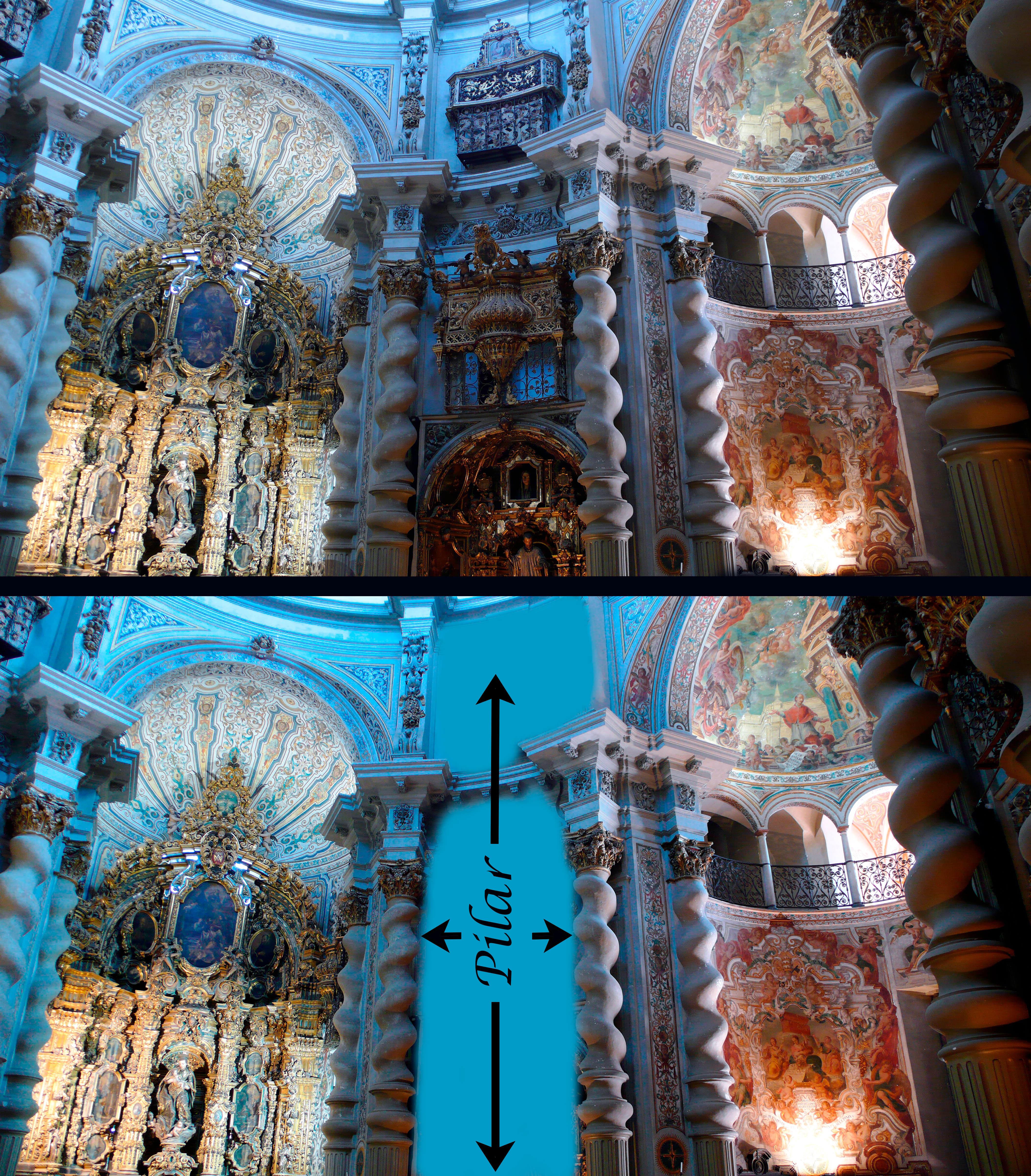
Esquema en el que puede observarse la estructura de pilares que sustentan la cúpula del templo y la ilusión de que todo está sostenido por las columnas salomónicas

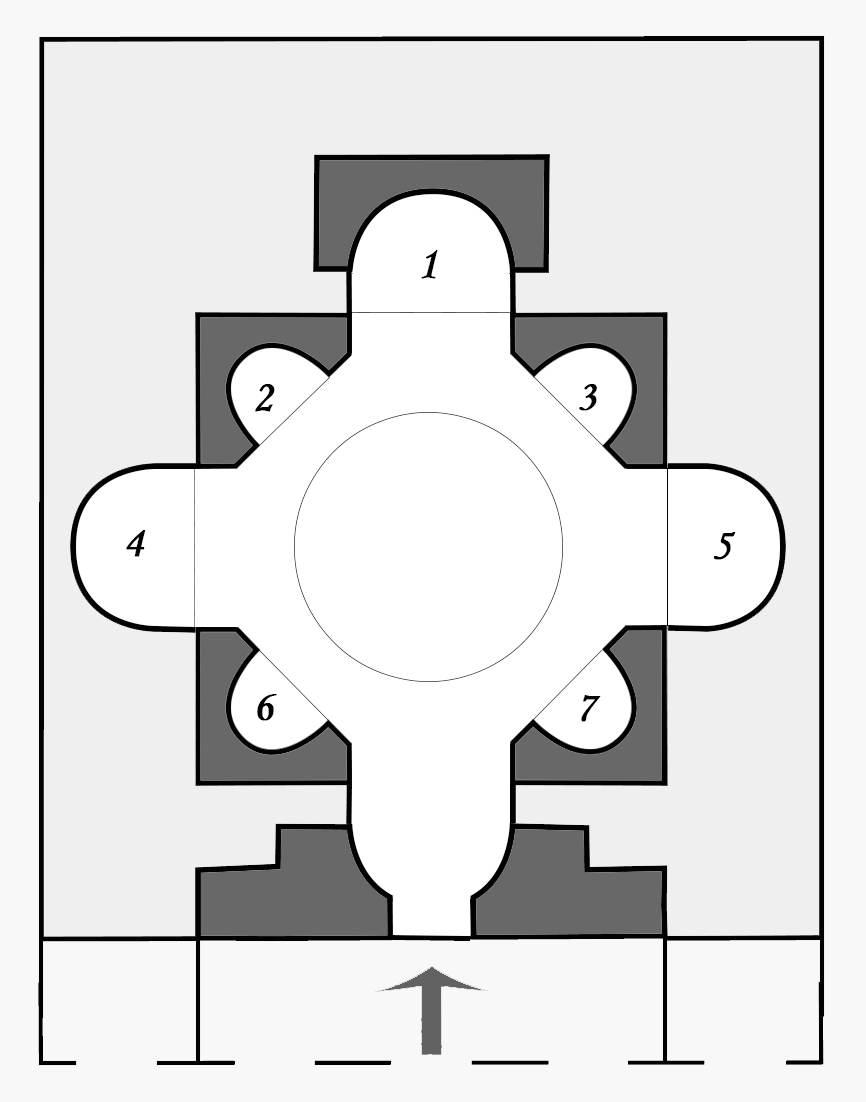
Planta de San Luis de los Franceses.
1.Retablo mayor,
2. Retablo dedicado a San Ignacio de Loyola,
3.Retablo dedicado a San Francisco Javier,
4. Retablo dedicado a San Francisco de Borja,
5. Retablo dedicado a San Estanislao de Kostka,
6.Retablo dedicado a San Luis Gonzaga.
7. Retablo dedicado a San Juan Francisco Régis

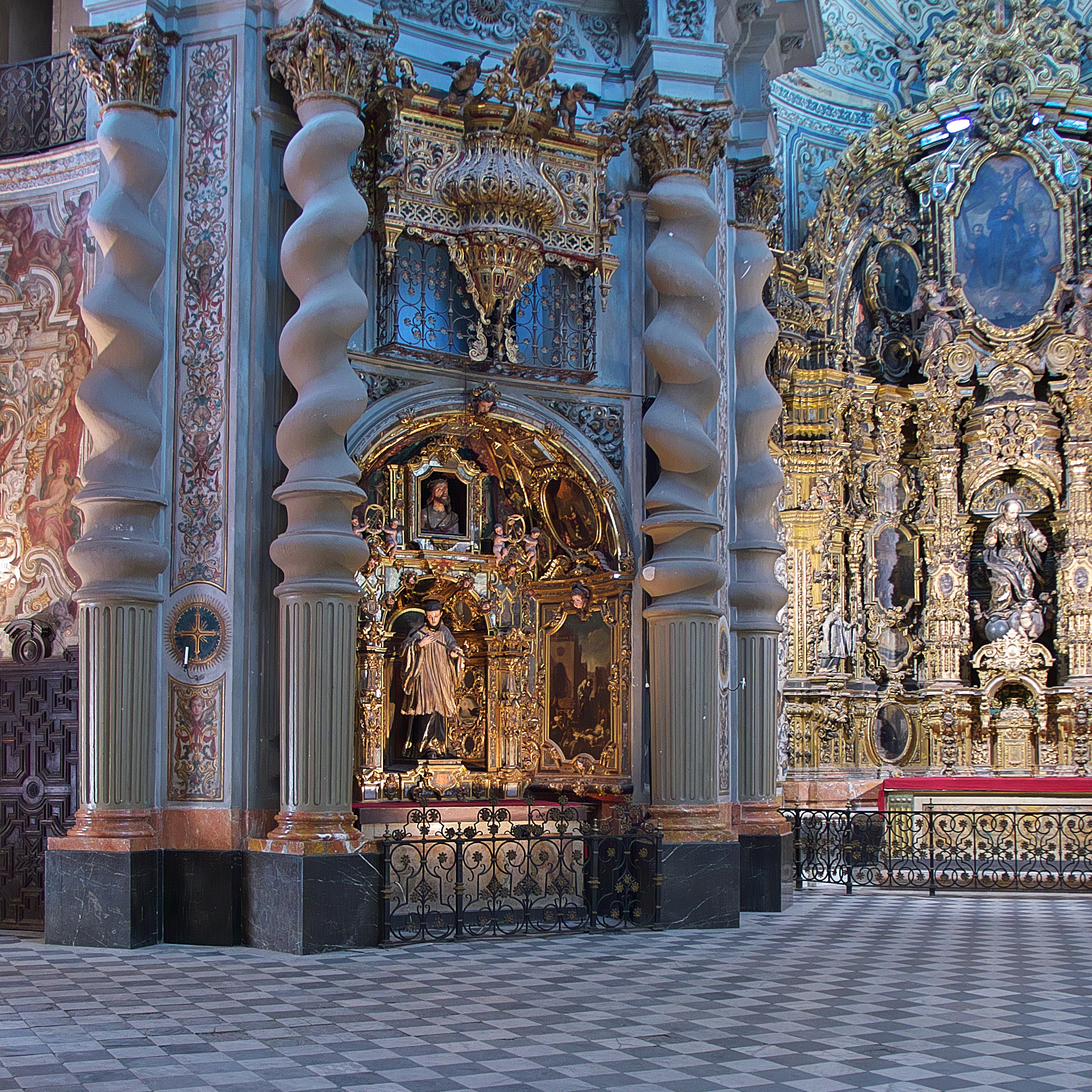
Imagen del interior del templo

La Compañía de Jesús llegó a Sevilla en 1554 y construyó una iglesia, una casa profesa y un noviciado. De todas estas edificaciones únicamente se conserva la iglesia de la Anunciación.
A principios del siglo XVII, Luisa de Medina les donó unos terrenos para un nuevo edificio más grande y una nueva iglesia con la condición de que ella fuera enterrada la Capilla Mayor y que la iglesia fuese dedicada a su santo patronímico, San Luis (Luis IX, rey de la Francia medieval, primo hermano del rey Fernando III de Castilla y de León que reconquistó Sevilla). 
Otro factor que influyó en la dedicación a San Luis es que los jesuitas quisieron tender puentes con la monarquía española y concretamente con la nueva dinastía francesa iniciada con Felipe V de Borbón, para evitar ser expulsados. El hecho es que la presencia en la iglesia de la corona, atributo de los reyes, y la flor de lis (símbolo de los Borbones presente también en el escudo de España) subraya la vinculación entre los monarcas y la religión católica.
En 1609 ya se había trasladado el noviciado. En 1699 se inició la construcción de la iglesia que se terminó en 1730 y fue inaugurada en 1731 por el arzobispo Luis de Salcedo y Azcona con el nombre de Iglesia de San Luis de los Franceses.
En 1767 una Real Orden de Carlos III expulsó de España a los jesuitas que debieron abandonar el edificio. Volvieron en 1817, hasta que la nueva expulsión de 1835 les obligó a abandonar definitivamente el conjunto.
Desde entonces el antiguo noviciado ha tenido diversos usos: seminario, convento franciscano, hospital de venerables sacerdotes, fábrica en el siglo XIX y hospicio hasta los años sesenta del siglo XX. La iglesia permaneció cerrada y sin culto muchos años.
Actualmente la iglesia pertenece a la Diputación Provincial de Sevilla. Esta institución ha venido destinando desde el año 1984 importantes partidas económicas para la recuperación integral de este monumento. Después de una restauración, el 6 de septiembre de 2016 se inauguraron tanto las obras de rehabilitación como la nueva iluminación dando así de nuevo la posibilidad de ser visitada por el público en general

## Arquitectura

### Orientación
La iglesia se encuentra orientada según el recorrido del sol o analema, de tal manera que el altar mayor hacia el oeste recibe abundante luz, sobre todo en primavera. La puerta principal da hacia el este, donde nace el sol. El altar de San Estanislao, al norte y el altar de San Francisco Borja, al sur, reciben luz el día de la onomástica de cada santo.

### Exterior

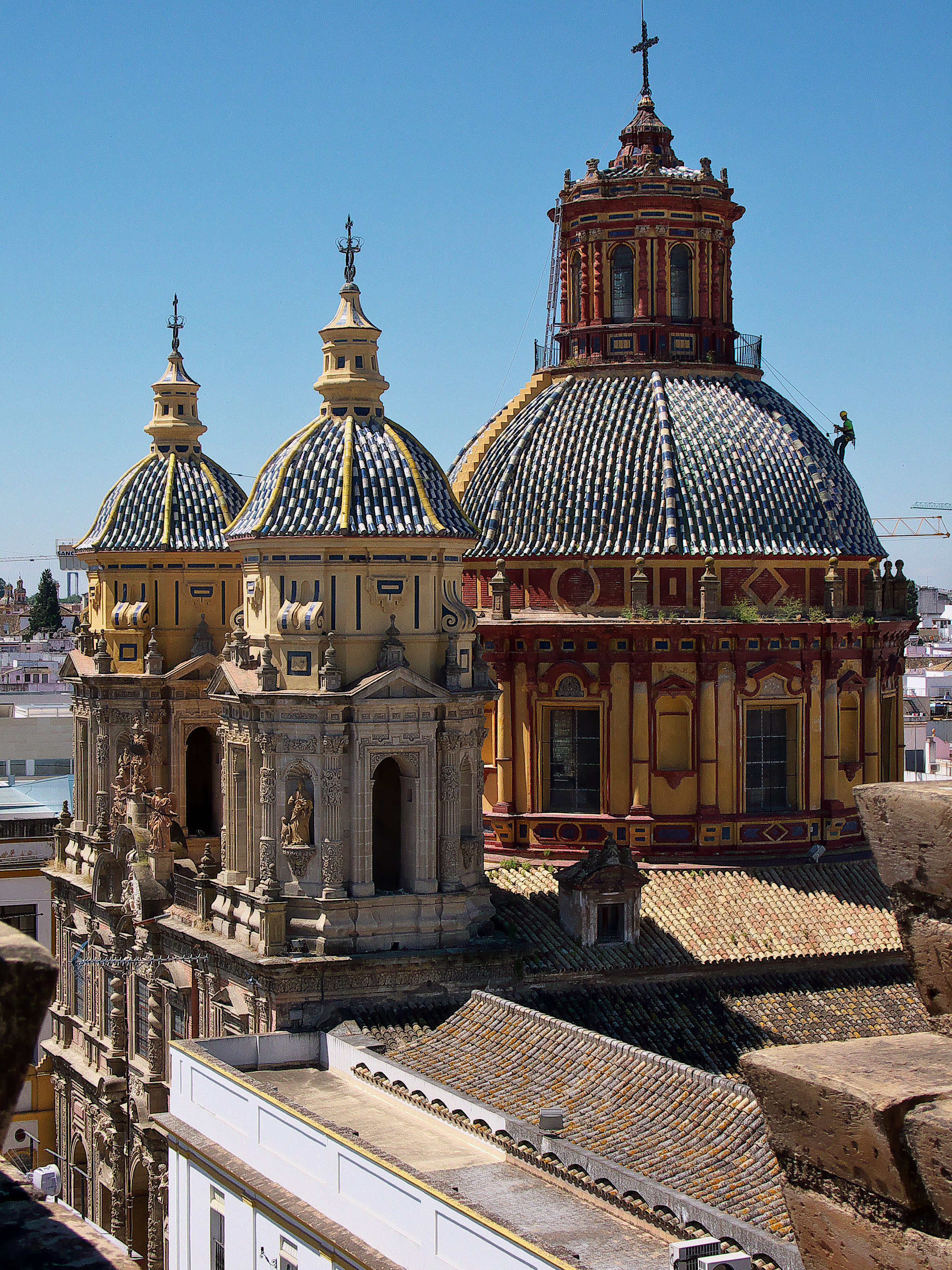
Exterior de las cúpulas

La fachada es de dos cuerpos y está profusamente decorada como fachada retablo; en ella se alterna la piedra y el ladrillo como materiales de construcción. Está flanqueada por dos torres octogonales. El segundo cuerpo consta de cinco ventanas, la central enmarcada por columnas salomónicas. Más arriba está el escudo de España coronado por los tres arcángeles. La fachada no manifiesta la forma ni la escala de la iglesia. Los jesuitas habían proyectado construir una plaza delante para que se pudiese ver la cúpula y la fachada, sin embargo nunca llegaron a realizarla.

### Interior
La planta tiene forma de cruz griega. Sobre ella se ubica una cúpula, 16 columnas salomónicas (8 columnas exentas y 8 medias columnas) que aparentan soportar el peso de la cúpula, la cual en realidad se sustenta en cuatro pilares que están ahuecados para albergar capillas en su interior. Los cuatro pilares quedan ocultos por los cuatro retablos menores, luego tapados también por cuatro balcones y cuatro celosías. Solamente las dos medias columnas salomónicas del altar mayor son originales, el resto pertenecen a la última restauración. Las columnas de piedra tienen un estuco para poder pintarlas aunque nunca llegaron a hacerlo. 
Más arriba, en el segundo cuerpo, existe una tribuna con ocho arcos de medio punto y un conjunto de balcones cerrados con celosías sobre los pilares que soportan la cúpula.
En la parte que queda por debajo del coro las pinturas dispuestas sobre la puerta principal de la iglesia están dedicadas a San Ignacio de Loyola y fueron realizadas por Domingo Martínez en torno a 1743. En la escena aparece San Ignacio sobre el templo de la sabiduría divina, como arco del triunfo que acoge en su interior el libro de los Ejercicios Espirituales. A los lados del hastial de la entrada se han representado dos murales alegóricos que constituyen una defensa de la compañía de Jesús frente a sus detractores. Para ello emplean como referencia dos bulas papales (Pablo III y Alejandro VII) que autorizan y validan a la compañía de Jesús y a los Ejercicios espirituales. En la pintura de la derecha se puede ver un tema mitológico. "Las figuras de las tres gracias se hallan vestidas, portan cuernos de la abundancia y están identificadas con sus nombres: Aglaya (alegría), Talia (la obediencia y la comedia), y Eufrosine (el deleite). En un contexto cristiano las Gracias conservan la interpretación que les otorgaba Séneca, como triple imagen de la liberalidad: dar, aceptar y devolver beneficios o dones." 
San Luis es un noviciado, un lugar que sirve para educar por lo tanto está repleto de signos con múltiples significados. En la puerta se puede leer "Esta es la puerta de Dios, los justos entraran por ella". Se trata de una casa de "probación", donde los invitados o huéspedes viven encerrados sin comunicarse con el mundo exterior.
Los retablos están llenos de espejos convexos. Se trata de espejos venecianos fabricados de estaño y mercurio. Los espejos sirven para reflejar la luz y enviarla a otros puntos de forma que se multiplica su efecto y también deforman la realidad y la amplían. Por otra parte el espejo remite al lema "Speculum sine macula" atribuido a la virgen María. 

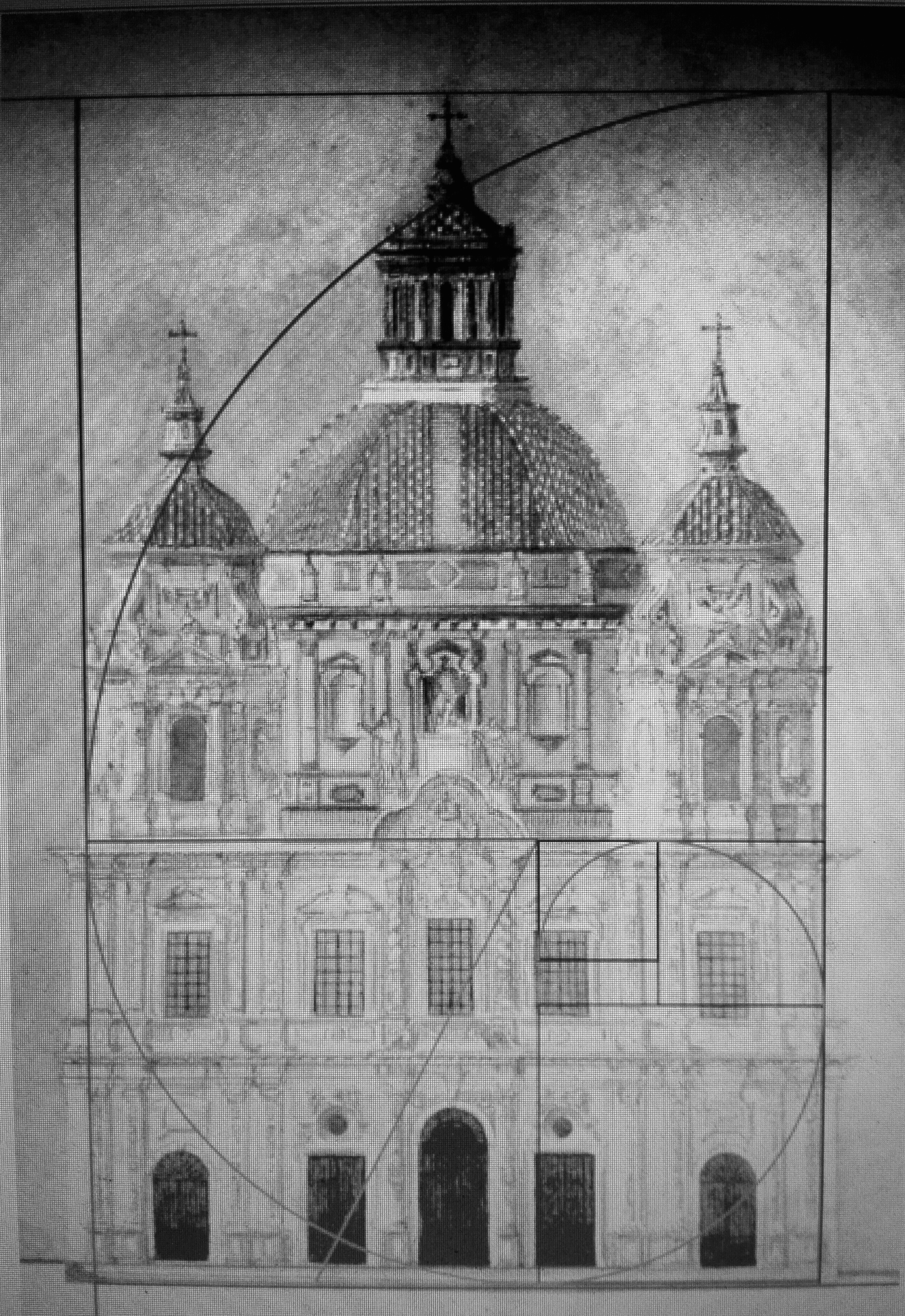
Fachada de San Luis con Espiral descendente

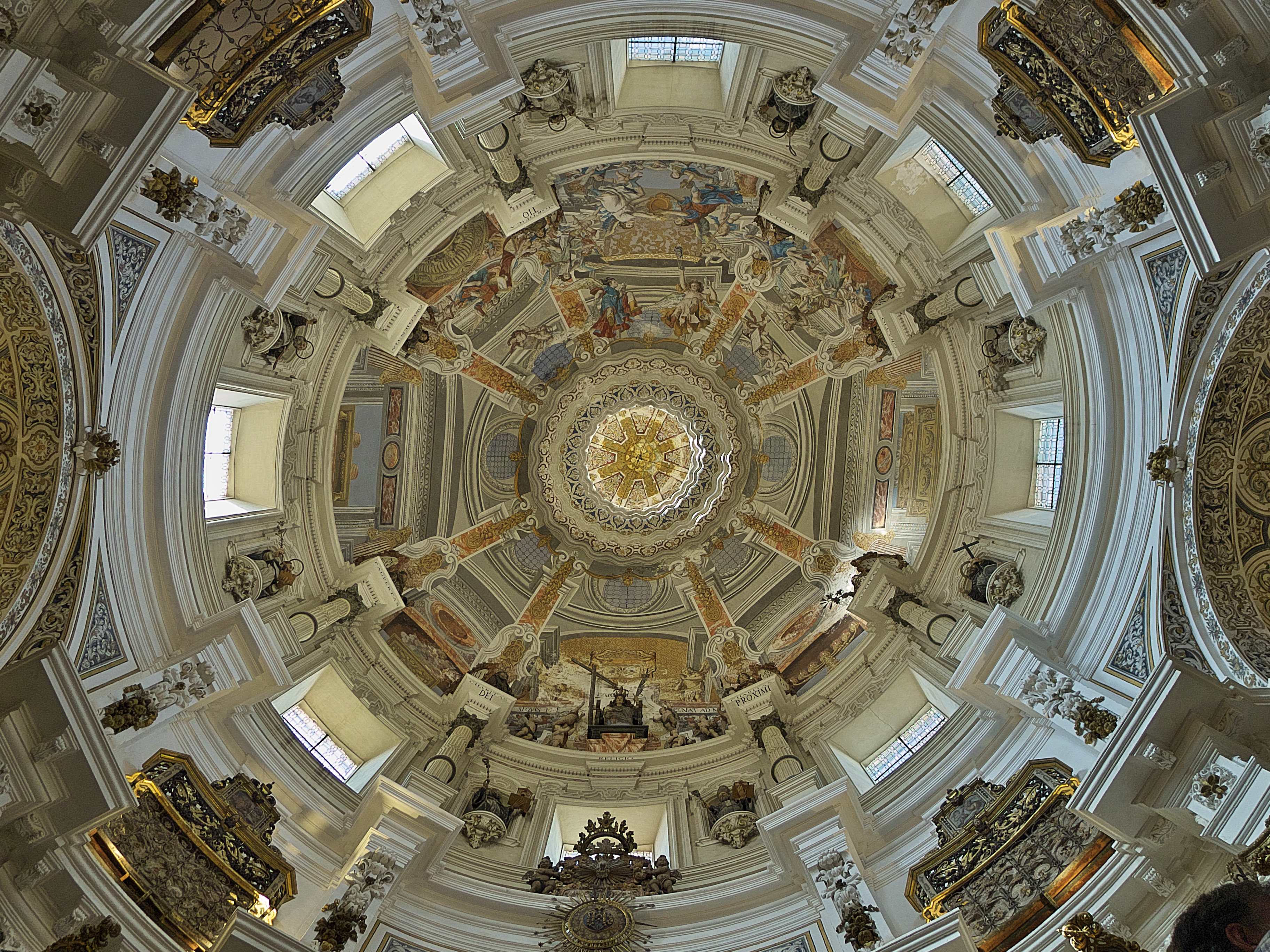
Interior de la cúpula central

### Cúpula
Se levanta sobre un tambor circular y cuenta con amplias ventanas que le dan gran luminosidad. Si se unen mediante líneas los diferentes puntos de la cúpula surge un octógono o una estrella de ocho puntas o estrella de Salomón presente en multitud de lugares en el templo. En la parte inferior de la cúpula podemos ver una representación de la religión que tiene la palabra Religio (de latín religare, religar, unir o volver a unir) esta figura, aparentemente femenina, sostiene con su mano derecha la Cruz, símbolo de Cristo y símbolo también de su muerte, viene a reivindicar a Cristo como Mártir y con la izquierda sostiene una palma en alusión a la resurrección (Palma del martirio). Detrás de esta figura se encuentra representada el arca de la alianza. 
Inmediatamente debajo de esta figura y a sus lados, se lee CHARITAS DEI (amor a Dios) y CHARITAS PROXIMI (amor al prójimo). Esto se puede ver desde la puerta de entrada principal a la iglesia, ya que son los pilares-virtudes de la religión. 
Frente a la figura de la Religión ya descrita, se encuentran las pinturas al fresco realizadas por Lucas Valdés que representan la eucaristía. 
El propósito de la decoración es enlazar los dos libros que componen la Biblia: el antiguo testamento y el nuevo testamento. 
Pueden observarse diferente elementos relacionados con el templo de Salomón, como el candelabro de los siete brazos, el altar de los perfumes y el arca de la alianza. En la porción interior del tambor se distinguen diferentes esculturas que representan a San Agustín, Santo Domingo de Guzmán, el profeta Elías, San Pedro Nolasco, San Benito, San Francisco de Asís, San Juan de Mata y San Francisco de Paula. En el siguiente cuerpo se distinguen las figuras alegóricas de las virtudes cristianas que deben poseer el buen sacerdote: mortificación, obediencia, pobreza, amor a Dios, religión, amor al prójimo, castidad, oración y humildad. Cada una de las figuras se sitúa sobre una columna y se relaciona con una bienaventuranza, según el siguiente esquema:
- Mortificación - Dichosos los que lloran. MORTIFICATIO - BEATI QUI LUGENT.
- Obediencia - Dichosos los mansos. OBEDIENTIA - BEATI MITES.
- Pobreza - Dichosos los pobres de espíritu. PAUPERTAS - BEATI PAUPERES SPIRITU.
- Amor a Dios - dichosos los pacíficos. CHARITAS DEI - BEATI PACIFICI.
- Religión - si alguno es niño que venga a mí. RELIGIO - SI QUIS EST PARVULUS VENIAT AD ME.
- Amor al prójimo - dichosos los misericordiosos. CHARITAS PROXIMI - BEATI MISERICORDES.
- Castidad - dichosos los limpios de corazón. CASTITAS - BEATI MUMDO CORDE.
- Oración -dichosos los que tienen hambre y sed de justicia. ORATIO - B.Q. ESURIUNT ET SITIUNT IUSTITIAM.
- Humildad - Dichosos los que sufren persecución. HUMILITAS - BEATI QUI PERSEC./ UTIONEM/ PATIUNT./ UR.

## Contenido artístico

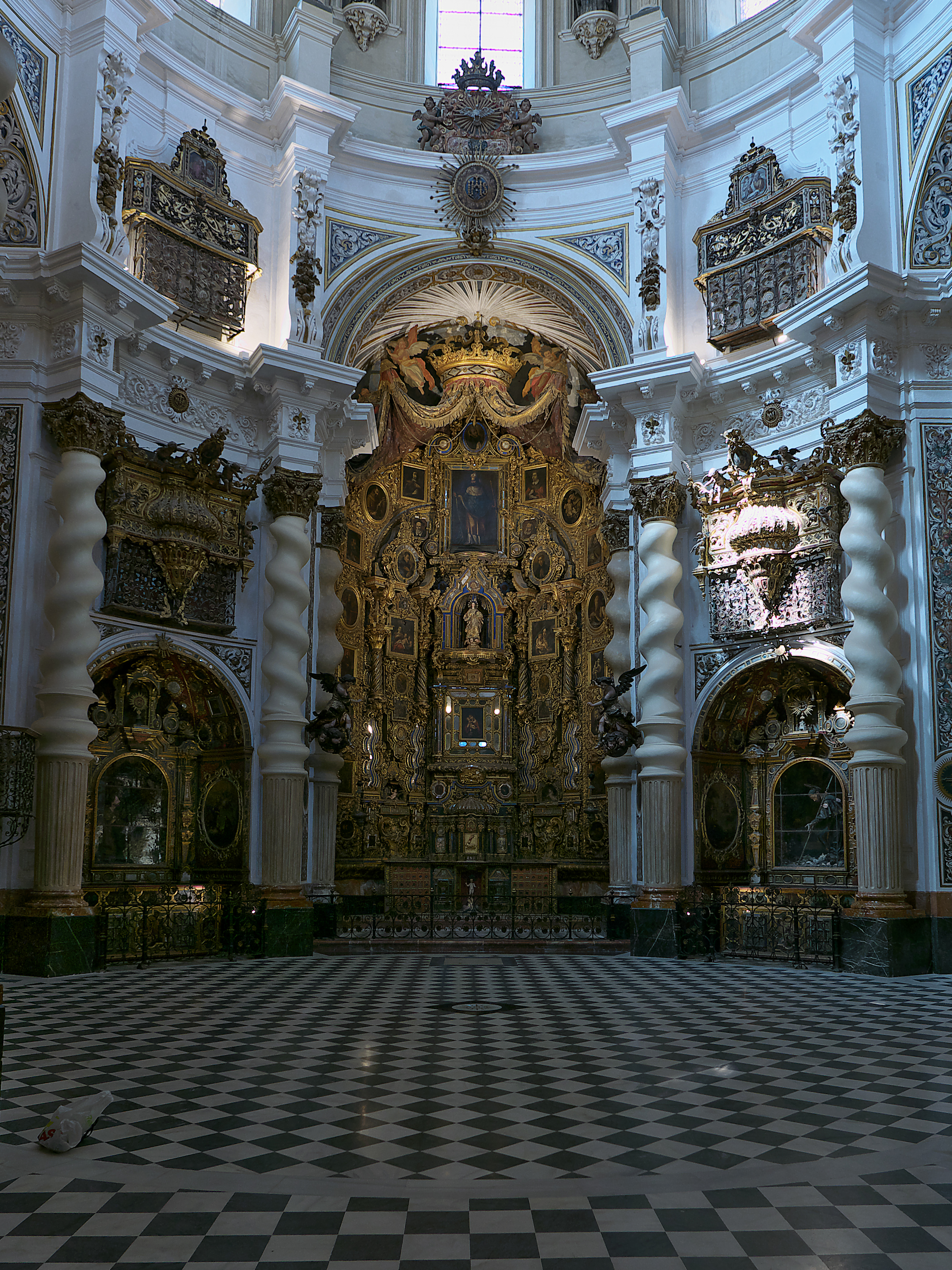
Retablo mayor

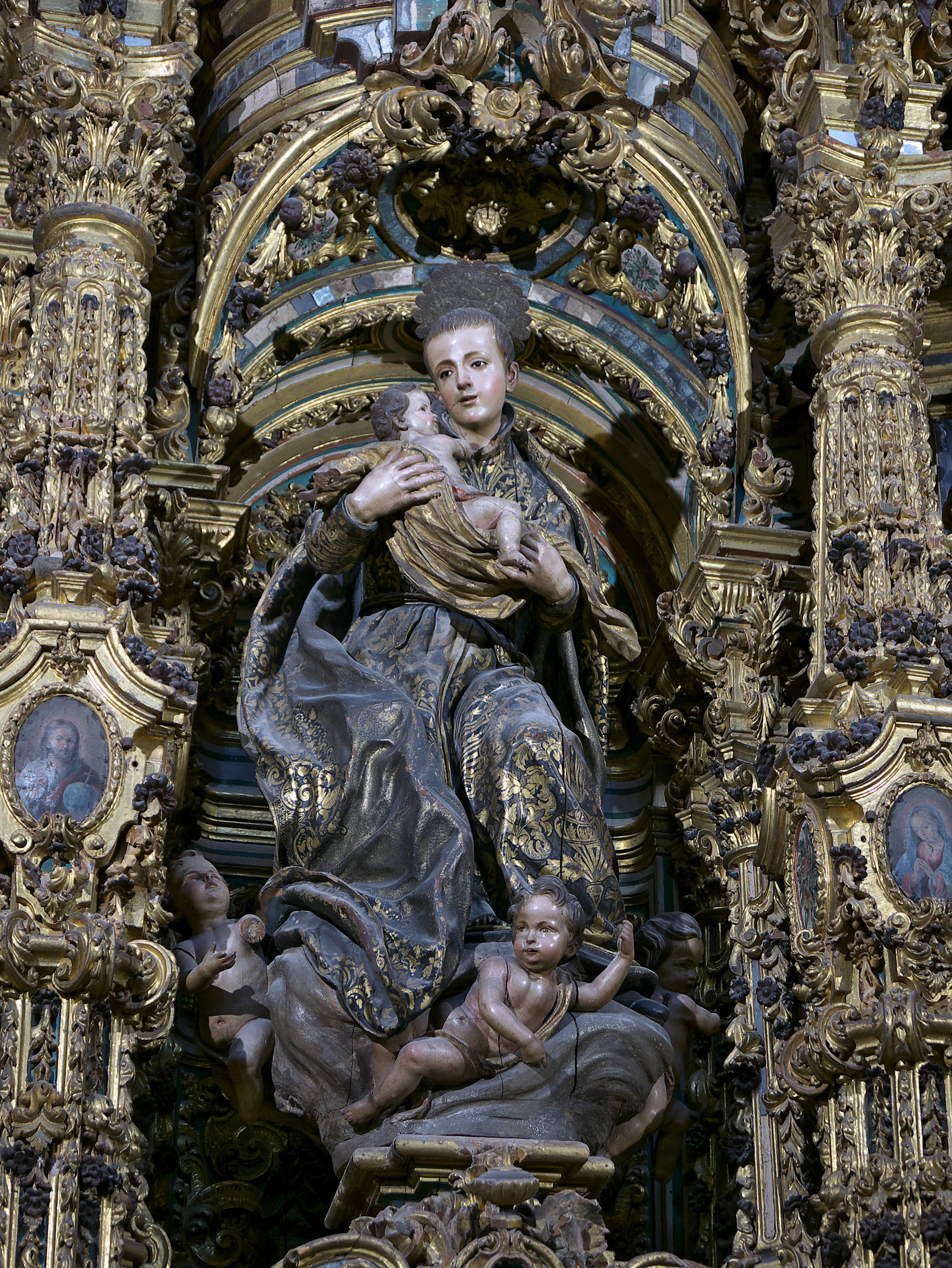
Retablo de San Estanislao de Kostka

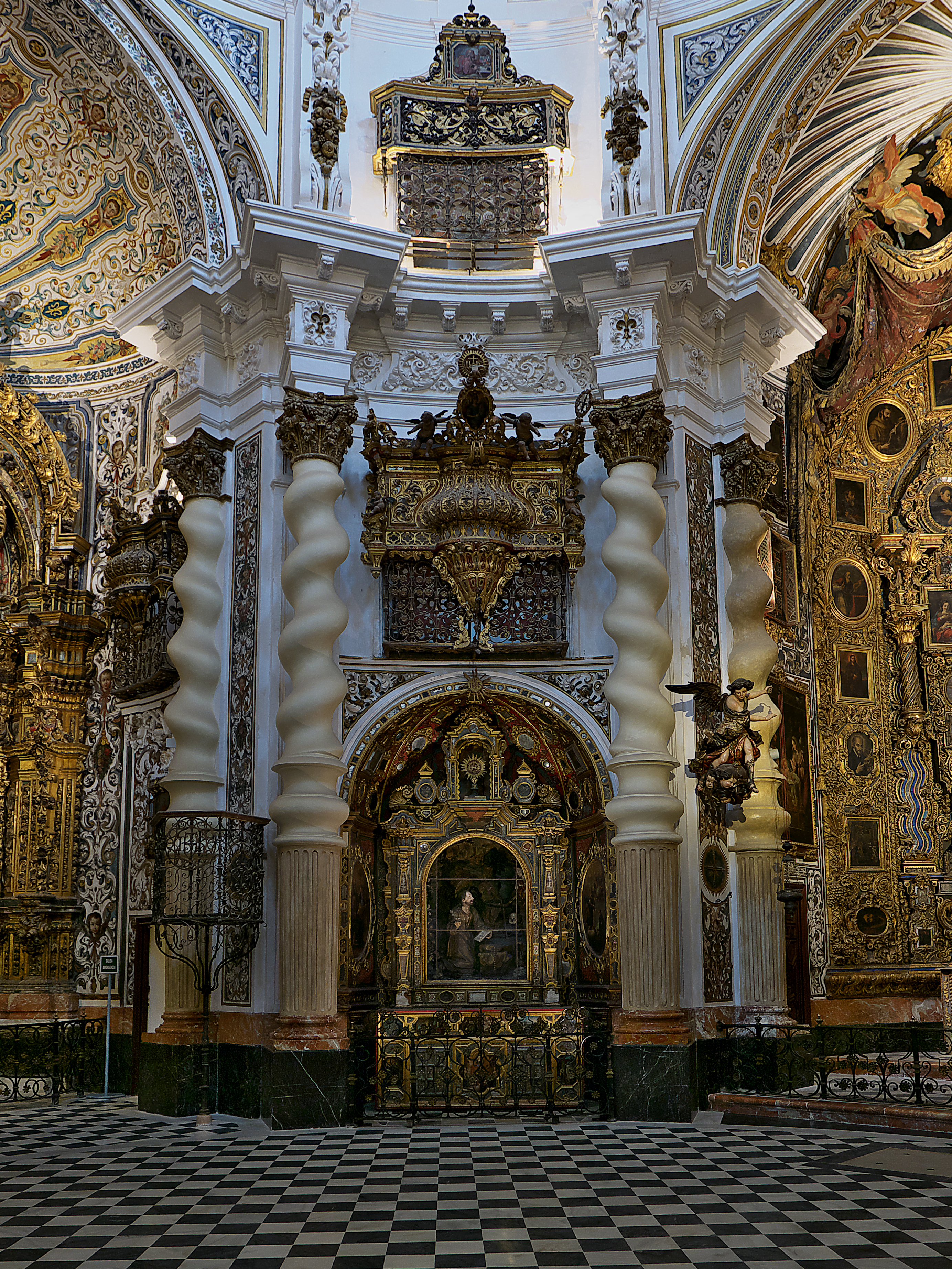
Retablo dedicado a San Ignacio de Loyola

### Retablos
Los retablos que son en su mayor parte tanto en el aspecto escultórico como arquitectónico obra de Duque Cornejo, mientras que la mayoría de las pinturas que se integran en ellos son de Domingo Martínez quien las realizó entre 1743 y 1750.
El retablo mayor está presidido por un lienzo de san Luis (rey Luis IX de Francia) y los seis laterales están dedicados a diferentes santos jesuitas.
- Retablo mayor. Está presidido en su calle central por un lienzo de San Luis de la escuela de Zurbarán, una Inmaculada de Duque Cornejo y un cuadro de la Virgen con el Niño de estilo manierista y autor anónimo, que debió de realizarse a finales del siglo XVI.

- Retablo dedicado a san Francisco de Borja. El santo se representa portando un cráneo con corona en la mano izquierda para simbolizar el desengaño que sufrió cuando fue comisionado para trasladar el cuerpo de la emperatriz Isabel de Portugal desde Toledo hasta el mausoleo de los Reyes Católicos en Granada. Al abrir el ataúd para identificar el cadáver y contemplar el cuerpo en putrefacción de la emperatriz, quedó muy impresionado, se prometió "nunca más servir a señor que se pueda morir" y decidió dedicar su vida a Dios. Pueden leerse entre otros los emblemas Roseos lvx efvgat alma colores (una luz fecunda disipe los colores rojizos) simbolizado por un paisaje con disco solar y Vitae melioris origo (origen de una vida mejor) simbolizado por ave fénix surgiendo de sus cenizas. A los pies del retablo se encuentra la reliquia de la calavera de San Fructuoso.[5]
- Retablo dedicado a san Estanislao Kostka. Es gemelo del dedicado a san Francisco de Borja. El Santo se representa portando el Niño Jesús en sus brazos, para recordar la aparición milagrosa de la Virgen que salvó a San Estanislao de una grave enfermedad, entregándole su hijo durante unos instantes, tras lo cual le manifestó su deseo de que entrase en la Compañía de Jesús. La talla principal encarna el ideal del buen novicio que será recompensando, incluso en vida, por la divinidad. Se intenta recalcar el ejemplo de renuncia a la vida mundana de un príncipe polaco que abandona su posición privilegiada en el mundo, bienes terrenales y familia, para emprender un largo viaje a través de Europa e ingresar como novicio en la Compañía de Jesús. Además de la talla principal, en el retablo se representan numerosas escenas de la biografía del Santo, entre ellas la aparición de la Virgen cuando le pide que ingrese en la Compañía, la aparición de la Trinidad a Estanislao cuando este era solo un niño, su estancia en la cama cuando se encontraba enfermo y se le aparece el Niño Jesús y el episodio en que recibe la comunión de Santa Bárbara. La simbología incluye entre otras representaciones una brújula orientada hacia una estrella y el firmamento estrellado, Plus diligit omnibus unam (la quiere a ella sola más que a ninguna). A los pies del retablo se encuentra la reliquia de la calavera de San Faustino. San Estanislao nació un 28 de octubre al igual que San Francisco de Borja. Ambos se conocieron en vida, debido a que Francisco de Borja recibió a Estanislao en el noviciado de Roma. Sus retablos son gemelos, el uno reflejo del otro. Sin embargo, el de Estanislao se ilumina con luz natural todos los días debido a su orientación mientras que el retablo de San Francisco de Borja permanece en oscuridad.

- Retablo dedicado a San Ignacio de Loyola. Es un retablo vitrina en el que se representa San Ignacio arrodillado en el episodio de la cueva de Manresa.

- Retablo dedicado a San Francisco Javier en el que el santo se representa recuperando un crucifijo regalo del fundador. Este episodio es conocido como "El milagro del cangrejo" y tuvo lugar en las playas de las Islas Molucas, donde tras embarcarse en una nave rudimentaria para trasladarse a otro lugar, se declaró de pronto una gran tormenta, por lo que el santo arrojó su crucifijo al mar para que se aplacaran las aguas, perdiéndolo. Poco después la tempestad se calmó y San Francisco Javier recuperó el crucifijo al llegar a la orilla donde lo sujetaba entre sus pinzas un cangrejo.

- Retablo dedicado a San Luis Gonzaga. La imagen principal fue realizada poco después de la canonización que tuvo lugar en 1727, esta talla se considera una de las más valiosas del templo, siendo destacable el suave movimiento aparente de la escultura como si estuviera mecida por un viento que le transmitiera vida propia.
- Retablo dedicado a San San Juan Francisco Regis.

## Cripta
Está situada debajo de la iglesia y constituye los cimientos de esta. Permite observar la sistemática que se empleó en el proceso de construcción Leonardo de Figueroa usando cuatro pilares ahuecados y distribuyendo el peso en arcos. Durante los trabajos de restauración se han rescatado los restos óseos de numerosos cadáveres, la mayoría mujeres, posiblemente monjas, también de niños y varones.

## Capilla Doméstica

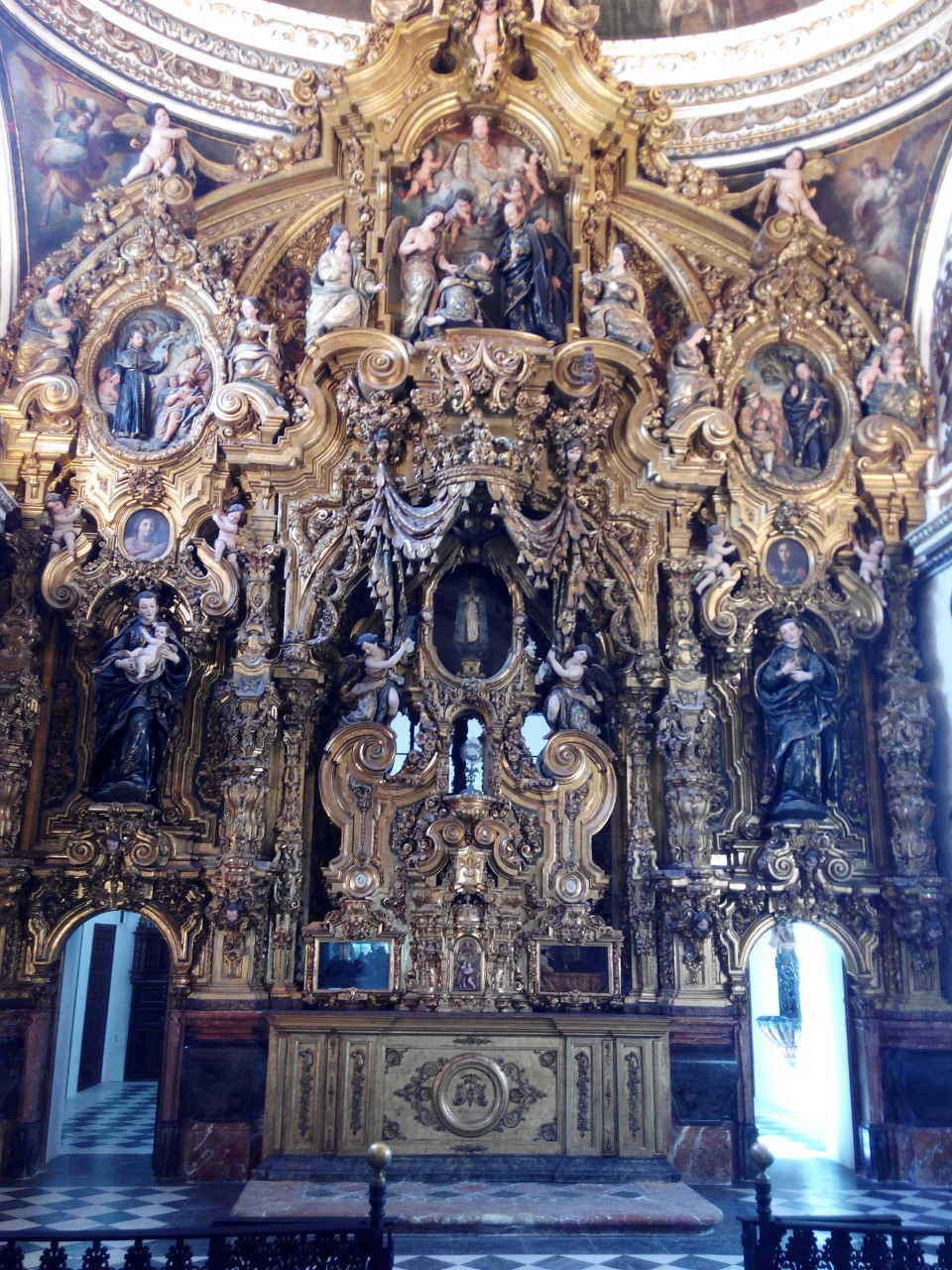
Retablo de la Capilla Doméstica realizado por Duque Cornejo.

Se encuentra en el antiguo noviciado, separada de la iglesia principal y se concluyó previamente a esta, ya que fue bendecida el 23 de junio de 1712. Fue la capilla dedicada al culto privado de los novicios y padres que habitaban el conjunto. Es fruto de la remodelación que realizó Leonardo de Figueroa en la primera capilla que ocupaba el salón principal del palacio de los Enríquez. Presenta una única nave y sus dimensiones son más reducidas pues se utilizaba como iglesia privada a la que no tenían acceso los fieles. Está cubierta con una bóveda de cañón sobre arcos fajones y se comunica con la sacristía que cuenta con una bóveda esquifada. Presenta una rica ornamentación que incluye numerosas pinturas, cornucopias de madera tallada, medallones de yeso policromado y un espectacular retablo realizado por Duque Cornejo. Para esta capilla Velázquez pintó su cuadro de la Epifanía. En las cornucopias se ven numerosos girasoles, en alusión a la orientación a la luz. La Capilla está dedicada a la virgen María. Las pinturas de la bóveda son de Domingo Martínez y representan las letanías de la virgen. Los novicios se sentaban a ambos lados en una sillería (actualmente perdida tras la restauración de Fernando Mendoza Castell) para rezar las letanías, de tal manera que los de un lado actuaban como reflejo y complemento a los del opuesto. Las pinturas del nivel superior representan la vida de María y son anónimos flamencos salvo la primera de todas que representa el nacimiento de la virgen a la izquierda de la puerta principal que es de Domingo Martínez. Las pinturas del nivel inferior representan a los 12 apóstoles, más Pablo y Bernabé y 2 evangelistas: Lucas y Marcos. Son copias del apostolado de Van Dyck realizadas por Domingo Martínez. La pintura de la cúpula que se encuentra sobre el altar mayor representa la ascensión de María y es de Lucas Valdés, en ella aún se puede apreciar parte de la cuadrícula utilizada por el pintor para lograr la perspectiva. Las pinturas del techo de la sacristía son de Domingo Martínez y representan a los 4 evangelistas y el corazón de Jesús.

### Retablo de la Capilla Doméstica
Pedro Duque Cornejo tuvo algunos problemas de tipo económico en la realización un retablo en Trigueros y se acogió en el noviciado de San Luis para evitar ser detenido. A cambio realizó este retablo. Debido a que al autor le interesaba permanecer refugiado el mayor tiempo posible, se esmeró en cada detalle, e incluso trabajó las partes posteriores. Está inspirado en la figura 71 del primer libro escrito por el hermano jesuita Andrea Pozzo. También se puede apreciar la influencia de Jerónimo de Balbás, en el uso del estípite y las cortinas. Se dispone siguiendo una escenografía semitransparante y de contraluz. El tallado es muy detallista, contando con numerosos temas eucarísticos como racimos de uvas, hojas de cardo y espigas de cereales. La obra en general destaca por la calidad de ejecución y la gran belleza de las esculturas. El diseño responde a una exaltación de la Eucaristía, en el centro se encuentra la imagen de la Virgen María que fue regalada por san Francisco de Borja flanqueada por 2 ángeles, a ambas lados las tallas de Estanislao de Kostka representada con el Niño Jesús en sus brazos y Luis Gonzaga, sobre ellos sendos medallones en los que se encuentran talladas las escenas de la predicación de San Francisco Javier y San Francisco de Borja. En el ático del retablo se representa la escena en la que se recibe a Estanislao de Koska en el noviciado de Roma. Sobre la cornisa, pueden contemplarse varias figuras que representan a las virtudes.

## Artistas
Los principales artistas que intervinieron en la creación de la iglesia de San Luis de los Franceses son:
- Leonardo de Figueroa. Arquitecto diseñador de la traza y maestro de obras.
- Pedro Duque Cornejo.
- Domingo Martínez.
- Lucas Valdés.
- Juan de Hinestrosa.

## Galería de imágenes

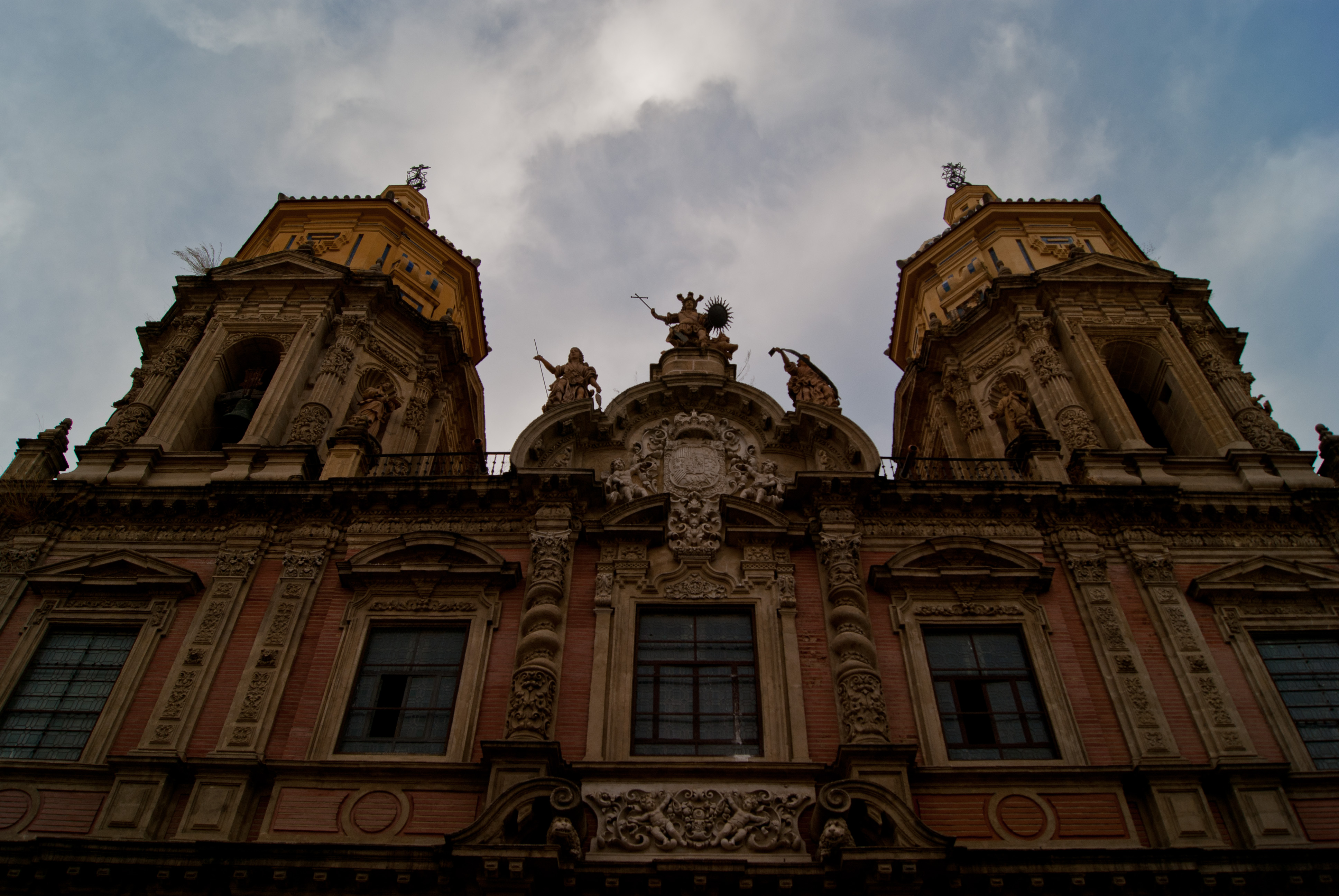
Fachada principal
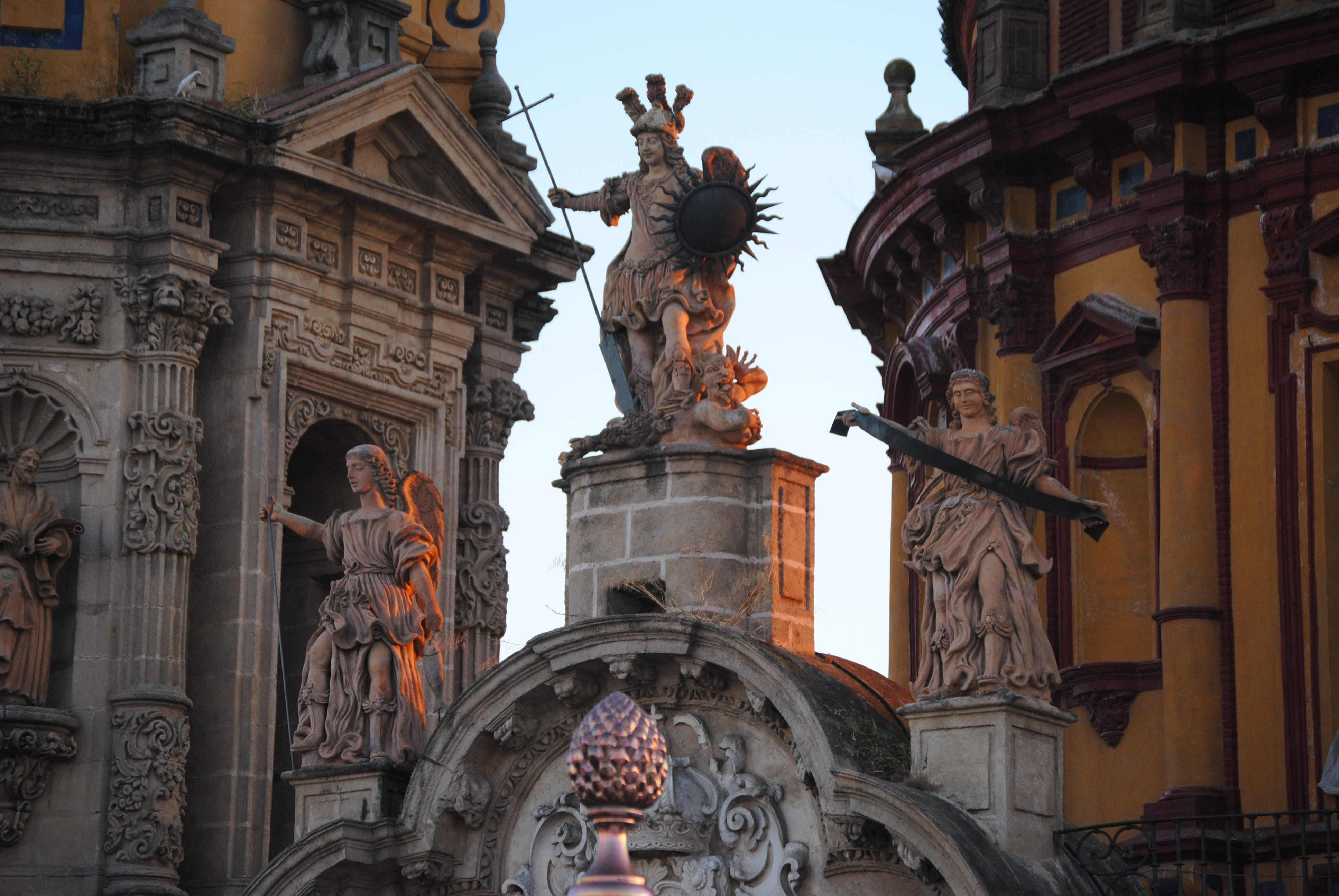
Los tres arcángeles
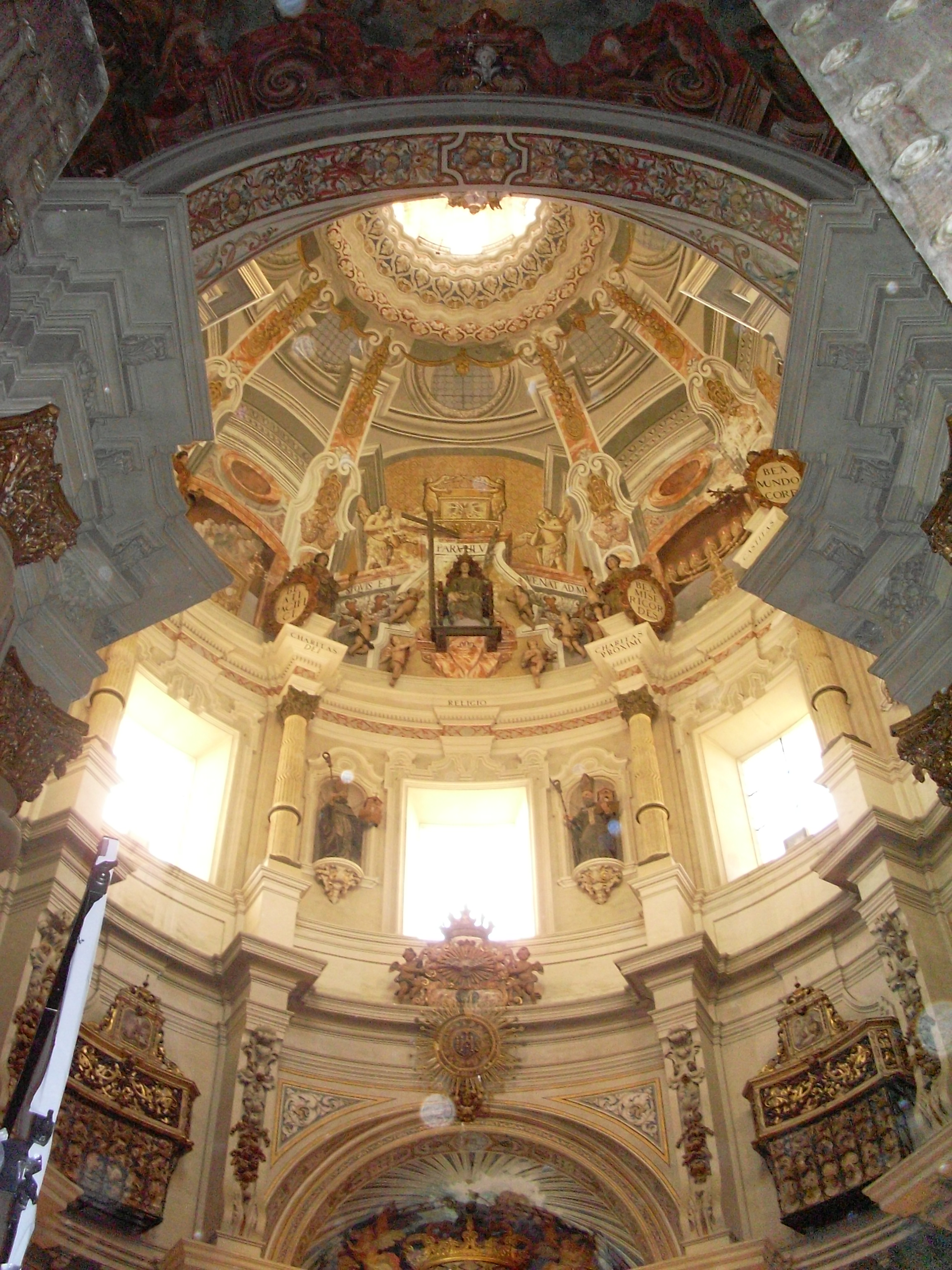
Cúpula
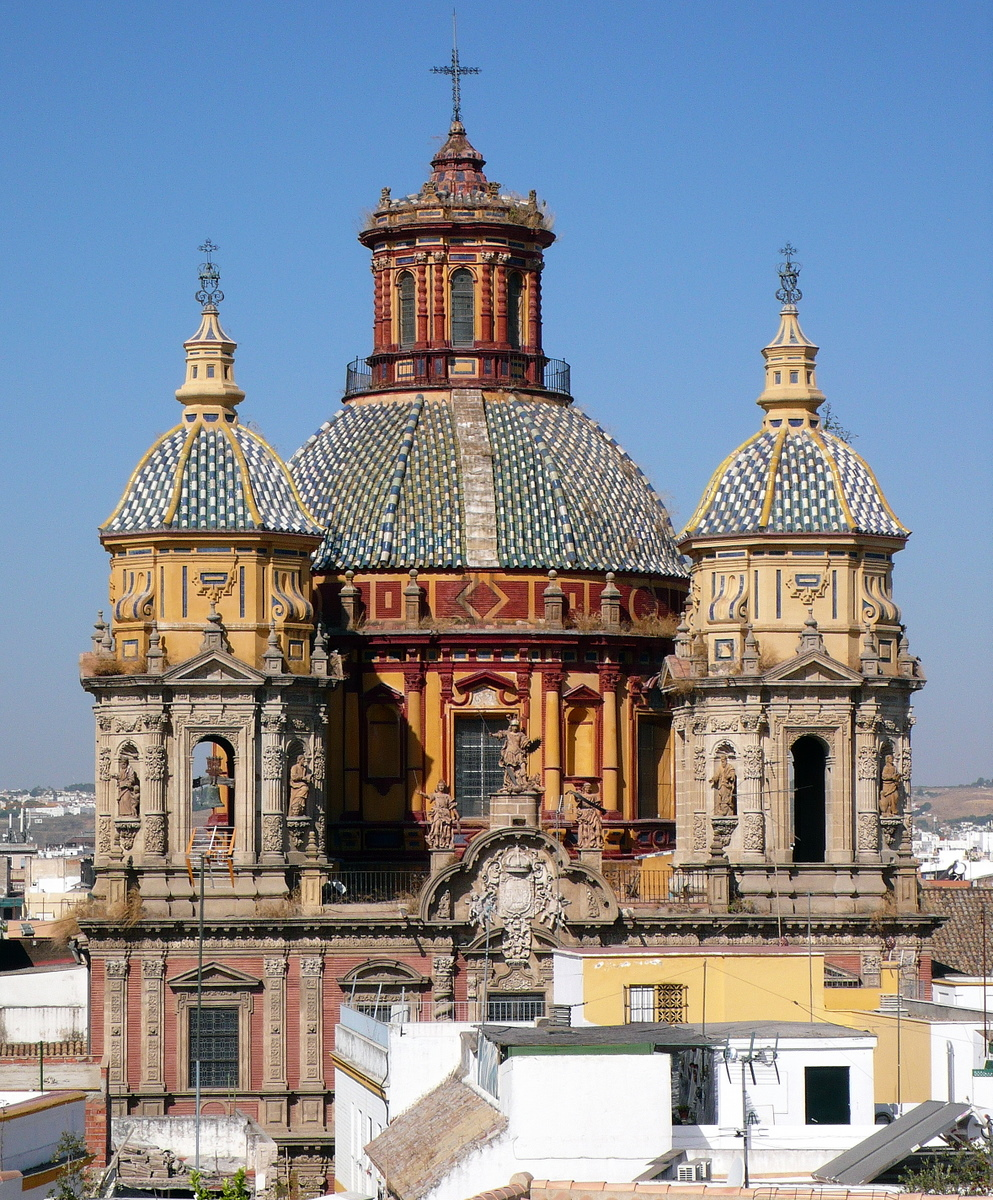
Exterior de las cúpulas.
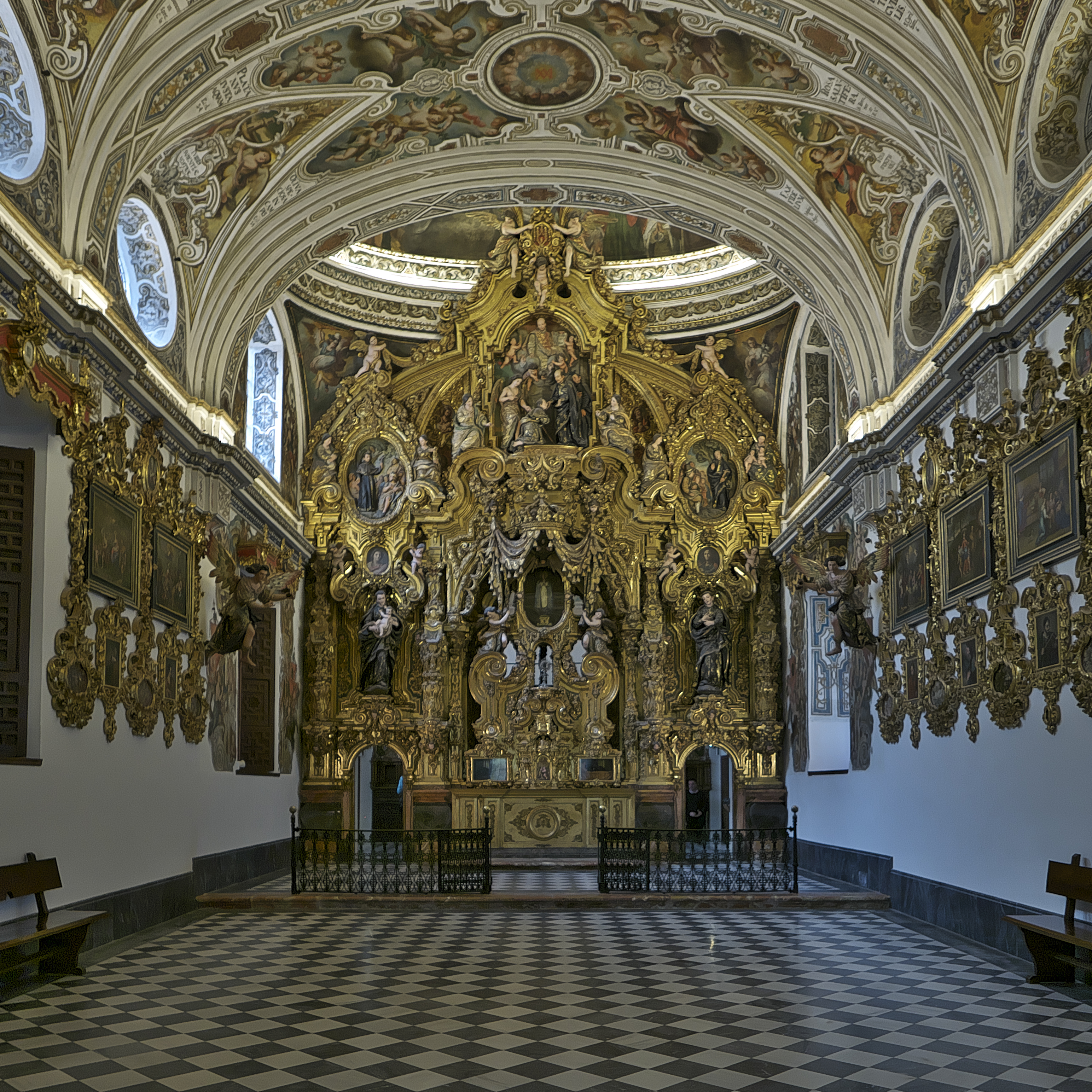
Vista de la Capilla Doméstica.
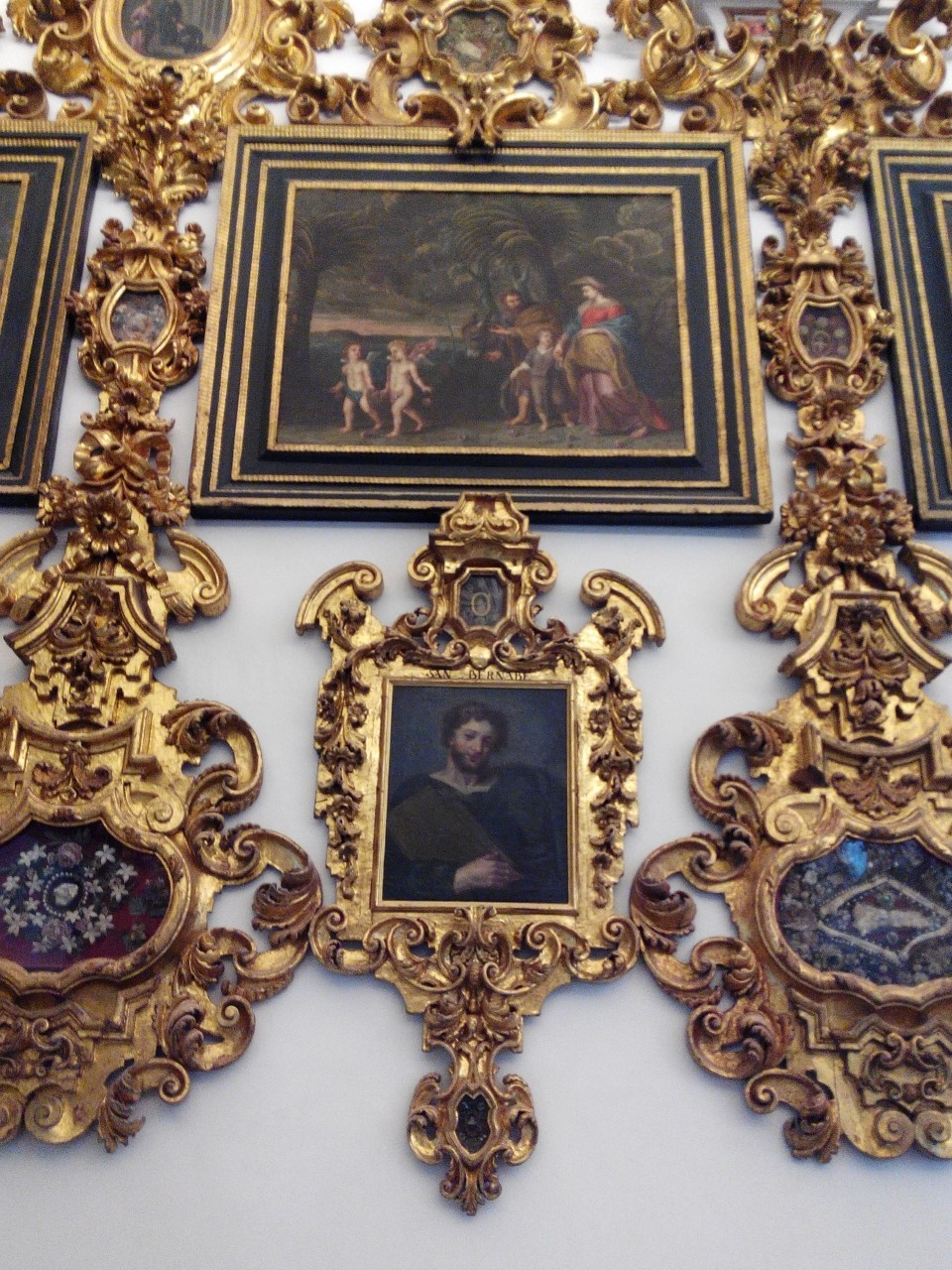
Detalle de la rica ornamentación existente en la Capilla Doméstica.